# 東若松駅
東若松駅（ひがしわかまつえき）は、かつて愛知県岡崎市にあった、名鉄福岡線の駅。福岡線は鉄道線であったが、実質は岡崎市内線の一部であり、路面電車で運行されていた。

## 歴史
- 1952年（昭和27年）10月1日 - 開業[1]。
- 1962年（昭和37年）6月17日 - 福岡線廃止に伴い廃駅。

## 駅構造
鉄道線であるが路面電車で運行されたこともあり、低床のホームと小さな待合所が設置されていた。交換設備は無く、1面1線構造であった。

## 廃止後
福岡線の大部分は名鉄バスのバス専用道路となり、駅跡も名鉄バス東若松バス停となっていたが、2016年に廃止された。

## 隣の駅
名古屋鉄道
福岡線（岡崎市内線）
柱町駅 - 東若松駅 - 西若松駅